# Incaricato d'affari
Incaricato d'affari (in francese chargé d'affaires), nel diritto internazionale è attribuito ad agenti diplomatici a capo di una sede diplomatica, ma con rango inferiore rispetto a quello di ambasciatore. In base alla durata dell'incarico (permanente o provvisoria) è possibile avere due diverse tipologie.

## Diritto internazionale
È detto incaricato d'affari l'agente diplomatico di minor rango secondo la gerarchia stabilita durante il Congresso di Vienna e poi accolta nella Convenzione di Vienna sulle relazioni diplomatiche. Può essere posto a capo di una missione diplomatica, nel qual caso è detto ministro incaricato d'affari oppure incaricato d'affari en titre (e.t.) o en pied (e.p.) e ha la precedenza rispetto agli altri diplomatici appartenenti alla stessa classe. A differenza dei diplomatici di rango superiore, non è accreditato tra capi di Stato, ma solamente tra ministri degli affari esteri. Di fatto, una missione diplomatica con a capo un incaricato d'affari è oggi un'eventualità estremamente rara.   
È detto incaricato d'affari ad interim (a.i.) il ministro plenipotenziario o, in mancanza, l'agente diplomatico più alto in grado addetto ad una missione diplomatica, che sostituisce temporaneamente il capo missione in caso di assenza o impedimento oppure quando non è stato nominato o è stato richiamato dallo Stato accreditante per difficoltà nelle relazioni con l'accreditatario. L'incaricato d'affari ad interim non viene formalmente accreditato, ma è solamente notificato dal capo della missione diplomatica (o dal proprio ministro degli affari esteri) al ministro degli affari esteri dello Stato presso cui è inviato. Il caso più noto è costituito dai capi missione Statunitensi e Cubani a L'Avana e Washington nel periodi di ripresa delle relazioni diplomatiche: dopo la brusca interruzione avvenuta nel 1961 e la creazione nel 1977 di una Sezione di interessi presso le rispettive ambasciate svizzere (che formalmente tutelava gli interessi delle due nazioni, in qualità di potenza protettrice), a seguito degli accordi di normalizzazione delle relazioni nel periodo fra il 2015 e il 2017 le rispettive ambasciate sono state rette da incaricati d'affari ad interim, prima che il ruolo venisse assunto regolarmente da ambasciatori.

### Testi
- Boleslaw A. B. International law: a dictionary, voce Diplomatic Agents: Heads of Permanent Missions. Scarecrow Press, 2005. ISBN 9780810850781

### Atti normativi italiani
- Decreto del presidente della Repubblica 5 gennaio 1967, n. 18, in materia di "Ordinamento dell'Amministrazione degli affari esteri."